# Nathan Vouardoux
Nathan Vouardoux (né le 21 juillet 2001 à Sierre) est un joueur de hockey sur glace professionnel Suisse. Il évolue à la position de défenseur.

## Biographie

### Jeunesse
Nathan Vouardoux évolue dans le mouvement junior du HC Sierre jusqu'en 2016. Il rejoint ensuite le mouvement junior du Lausanne HC, disputant même quelques matchs de MSL avec le Star-Forward HC en 2018-2019.

### En club
Nathan Vouardoux fait ses débuts professionnels le 2 février 2021 avec le Lausanne HC en NL, lors d'une rencontre face au HC Fribourg-Gottéron, perdue 4-5. il joue en tout et pour tout 2 minutes et 46 secondes.
L'année suivante, il rejoint le SC Rapperswil-Jona Lakers. Le 10 octobre 2021, il inscrit son premier point, une passe, face à Fribourg et le 8 novembre 2021, son premier but, face au Genève-Servette HC. Au terme de la saison, il est nommé révélation de l'année.

### En équipe nationale
Nathan Vouardoux représente son pays à partir de 2017 en sélection moins de 17 ans.
En 2021, il prend part au Championnat du monde junior. L'équipe termine à la 9e place, sans remporter une seule victoire.
Le 9 avril 2022, il reçoit sa première convocation en équipe nationale, mais doit y renoncer 3 jours plus tard, étant blessé.
Il dispute son premier match officiel lors de l'Euro Hockey Tour le 9 février 2023. Il y dispute 3 rencontres.
Durant la préparation pour le Championnat du monde, en 4 matchs, il ne parvient pas à convaincre le sélectionneur national, Patrick Fischer, de le garder.

## Statistiques

### En club
| Saison    | Équipe                    | Ligue               |                   | Saison régulière  | Saison régulière  | Saison régulière  | Saison régulière  | Saison régulière  |                   | Séries éliminatoires | Séries éliminatoires | Séries éliminatoires | Séries éliminatoires | Séries éliminatoires |
| Saison    | Équipe                    | Ligue               | PJ                | B                 | A                 | Pts               | Pun               | PJ                | B                 | A                    | Pts                  | Pun                  |                      |                      |
| 2017-2018 | Lausanne HC U20           | Élite Junior A      | 13                | 0                 | 2                 | 2                 | 6                 | 1                 | 0                 | 0                    | 0                    | 0                    |                      |                      |
| 2018-2019 | Lausanne HC U20           | Élite Junior A      | 39                | 3                 | 4                 | 7                 | 71                | 11                | 1                 | 1                    | 2                    | 10                   |                      |                      |
| 2018-2019 | Star-Forward HC           | MSL                 | 7                 | 0                 | 1                 | 1                 | 2                 | 1                 | 0                 | 0                    | 0                    | 2                    |                      |                      |
| 2019-2020 | Lausanne HC U20           | Élite Junior A      | 34                | 6                 | 12                | 18                | 20                | 4                 | 0                 | 0                    | 0                    | 2                    |                      |                      |
| 2020-2021 | Lausanne HC U20           | Élite Junior A      | 37                | 9                 | 20                | 29                | 30                | -                 | -                 | -                    | -                    | -                    |                      |                      |
| 2020-2021 | Lausanne HC               | NL                  | 1                 | 0                 | 0                 | 0                 | 0                 | -                 | -                 | -                    | -                    | -                    |                      |                      |
| 2021-2022 | SC Rapperswil-Jona Lakers | NL                  | 44                | 4                 | 12                | 16                | 6                 | 7                 | 0                 | 0                    | 0                    | 2                    |                      |                      |
| 2022-2023 | SC Rapperswil-Jona Lakers | NL                  | 38                | 2                 | 7                 | 9                 | 29                | 6                 | 0                 | 1                    | 1                    | 4                    |                      |                      |
| 2022-2023 | SC Rapperswil-Jona Lakers | Ligue des champions | 1                 | 0                 | 0                 | 0                 | 0                 | -                 | -                 | -                    | -                    | -                    |                      |                      |
| 2023-2024 | SC Rapperswil-Jona Lakers | NL                  | Saison en cours ? | Saison en cours ? | Saison en cours ? | Saison en cours ? | Saison en cours ? | Saison en cours ? | Saison en cours ? | Saison en cours ?    | Saison en cours ?    | Saison en cours ?    |                      |                      |
| 2023-2024 | SC Rapperswil-Jona Lakers | Ligue des champions | Saison en cours ? | Saison en cours ? | Saison en cours ? | Saison en cours ? | Saison en cours ? | Saison en cours ? | Saison en cours ? | Saison en cours ?    | Saison en cours ?    | Saison en cours ?    |                      |                      |
| Totaux NL | Totaux NL                 | Totaux NL           | 82                | 6                 | 19                | 25                | 35                | 13                | 0                 | 1                    | 1                    | 6                    |                      |                      |

### En équipe nationale
| Année     | Équipe     | Compétition                 |   | PJ | B | A | Pts | Pun      |  | Résultat |
| 2017-2018 | Suisse U17 | International               | 8 | 0  | 1 | 1 | 4   |          |  |          |
| 2018-2019 | Suisse U18 | International               | 4 | 0  | 1 | 1 | 0   |          |  |          |
| 2021      | Suisse U20 | Championnat du monde junior | 4 | 0  | 0 | 0 | 4   | 9e Place |  |          |
| 2020-2021 | Suisse U20 | International               | 5 | 0  | 0 | 0 | 4   |          |  |          |
| 2022-2023 | Suisse     | International               | 7 | 0  | 0 | 0 | 0   |          |  |          |

## Trophées et honneurs personnels
- 2021-2022
  - Nommé révélation de l'année en NL, avec le SC Rapperswill-Jona

## Transactions et contrats
- Le 13 juillet 2016, il rejoint le mouvement junior du Lausanne HC[1].

- Le 12 février 2021, il s'engage pour deux ans avec le SC Rapperswill-Jona[13].

- Le 19 décembre 2022, il signe une extension de deux ans avec Rapperswill[14].